# 김재영 (1972년)
김재영(金在英, 1972년 2월 18일, 전라남도 여수시 남산동 ~ )은 대한민국의 제6대 전라남도 여수시의원이었다.

## 학력
- 여수진남국민학교 졸업
- 여수여자중학교 졸업
- 여수중앙여자고등학교 졸업
- 여수수산대학 해양정보공학과 3년 중퇴

## 경력
- 국민승리21 전남도당 여수시 을 정당선거사무소장
- 오영권열사추모사업회(준)회장
- 여수여성회(준) 회장
- 민주노동당 전남도당 여수시 위원회 여성위원장
- 민주노동당 전남도당 여수시 위원회 연대사업국장
- 민주노동당 중앙위원
- 민주노동당 전남도당 여수시 위원회 사무국장
- 여수시 지역정치개혁연대 집행위원
- 통합진보당 전남도당 여수시 위원회 사무국장
- 발암물질로부터 안전한 여수시·광양시 만들기 사업본부집행위원
- 한·미 FTA무효 여수시 연석회의 공동집행위원장
- 전남장애인차별철폐연대 운영위원
- 여수시 친환경무상급식운동본부 집행위원장
- 여수시 친환경무상급식심의위원회 위원
- 통합진보당 중앙위원
- 여시진부연대 집행위원장
- 공공비정규직건설노동조합 전남지부 부지부장
- 2014.07 ~ 2018.06 제6대 전라남도 여수시의회 의원
- 2014.07 ~ 2016.07 제6대 전라남도 여수시의회 전반기 의회운영위원회 위원
- 2014.07 ~ 2016.07 제6대 전라남도 여수시의회 전반기 기획자치위원회 위원
- 2014.07 ~ 2016.07 제6대 전라남도 여수시의회 전반기 예산결산특별위원회 위원
- 2014.12 ~ 2014.12 제6대 전라남도 여수시의회 기획자치위원회 행정사무감사 위원
- 2015.12 ~ 2015.12 제6대 전라남도 여수시의회 기획자치위원회 행정사무감사 위원
- 2016.07 ~ 2018.06 제6대 전라남도 여수시의회 후반기 기획자치위원회 간사
- 2016.07 ~ 2018.06 제6대 전라남도 여수시의회 후반기 의회운영위원회 위원
- 2016.07 ~ 2018.06 제6대 전라남도 여수시의회 후반기 환경복지위원회 위원
- 2016.07 ~ 2018.06 제6대 전라남도 여수시의회 후반기 예산결산특별위원회 위원
- 2016.12 ~ 2016.12 제6대 전라남도 여수시의회 기획자치위원회 행정사무감사 간사
- 2017.09 ~ 2018.06 제6대 전라남도 여수시의회 돌산상포지구실태파악특별위원회 위원
- 2017.12 ~ 2017.12 제6대 전라남도 여수시의회 기획자치위원회 행정사무감사 간사

## 역대 선거 결과
| 실시년도 | 선거      | 대수 | 직책   | 선거구      | 정당       | 득표수   | 득표율          | 순위         | 당락 | 비고           |
| -------- | --------- | ---- | ------ | ----------- | ---------- | -------- | --------------- | ------------ | ---- | -------------- |
| 2014년   | 지방 선거 | 6대  | 시의원 | 전남 여수시 | 통합진보당 | 19,197표 | \| \| 14.68% \| | 비례대표 1번 |      | 초선, 민선 6기 |
|          | 14.68%    |      |        |             |            |          |                 |              |      |                |